# SMS Cormoran (1909)
Az SMS Cormoran a Német Császári Haditengerészet egyik segédcirkálója volt az első világháborúban. A hajó eredetileg az orosz Önkéntes Flotta (Dobrovolnij Flot) egyik kombihajója volt Rjazany néven, de a háború első napjaiban az Emden könnyűcirkáló a Koreai-szorosban elfogta, és Csingtaóba vitte, ahol felfegyverezték. Több hónapnyi sikertelen kereskedelmi háborúja végén 1914 decemberében az Egyesült Államokhoz tartozó Guam szigetéhez hajózott, ahol internálták. Legénysége a Németországnak küldött amerikai hadüzenetet követően elsüllyesztette.

## Technikai adatok
A Rjazany egy 3433 BRT hajótérrel rendelkező kombihajó (utasszállító, teher- és postahajó egyben) volt. Az elbingi Schichau által gyártott hajó az orosz Önkéntes Flotta kötelékéhez tartozott és menetrendszerűen közlekedett a Fekete-tenger és az orosz csendes-óceáni partok között. 
Teljes hossza 104 m, a vízvonal menti hossza 99,4 m, szélessége 13,7 m volt. A 7250 t maximális vízkiszorítása mellett a merülése 5,8 m volt. Az utasforgalom számára 62 első osztályú, 20 másodosztályú és 100 harmadosztályú kabinnal rendelkezett. A hajón 95 fő teljesített szolgálatot.
A fedélzetét úgy alakították ki, hogy három helyen 12 cm-es lövegeket szerelhessenek fel rá és így katonai konfliktus esetén segédcirkálóként alkalmazhassák. Sínek is felszerelhetők voltak rá, hogy a rakteréből tengeri aknákat telepíthessen, a belső tereinek kialakítása 600 főnyi partraszálló katonaság szállítását tették lehetővé. A hajtóműve egy álló helyzetű, háromhengeres, háromszoros expanziójú kompaundgép volt 4250 le teljesítménnyel, ami egy 5,6 m átmérőjű, négyszárnyú hajócsavart forgatott meg. A gőzt négy gőzkazán szolgáltatta, melyek 14,4 atü gőznyomást állítottak elő. Ezzel a hajó 15 csomós maximális sebességet tudott elérni. A raktáraiban elhelyezhető 2500 t szén 13 500 tengeri mérföld megtételére volt elegendő 14 csomós sebesség mellett. A szén betöltéséhez négy töltőnyílással rendelkezett.

## A világháborúban

### ARjazanyelfogása
Az Emden 1914. augusztus 4-én a Koreai-szorosban haladt, hogy az itt közlekedő orosz vagy francia kereskedelmi hajókat elfogja. Hajnalban észlelték az elsötétítetten közeledő nagyméretű hajót. Az Emden teljes sebességre kapcsolva indult meg az irányába, mire az visszafordult és szintén nagy sebességgel igyekezett elmenekülni, közben a 15 tmf-re lévő japán szigetek felé módosította az irányát. A németek előbb zászlójelzésekkel, majd egy vaktölténnyel leadott lövéssel igyekeztek megállásra bírni, de csak több éles lőszerrel leadott lövés hatására engedelmeskedett a felszólításnak és közben orosz lobogókat vont fel. Ezzel a Rjazany lett az első antant hajó, melyet a háborúban a németek zsákmányul ejtettek. Mivel a hajó hadi célokra alkalmazhatónak tűnt, von Müller fregattkapitány, a cirkáló parancsnoka eltekintett a megsemmisítésétől és – az orosz kapitány heves tiltakozása ellenére – Csingtaóba kísérte.

### Felszerelése Csingtaóban
A Rjazany augusztus 6-án érkezett meg Csingtaóba. Adalbert Zuckschwerdt korevettkapitány, a Cormoran könnyűcirkáló parancsnoka rövid megszemlélése után a hajót alkalmasnak ítélte segédcirkálóként való felszerelésre és von Müller fregattkapitánytól, mint rangidős tiszttől, engedélyt kért az ágyúnaszádja legénységével való szolgálatba állítására. Müller ehhez hozzájárult és azonnal hozzáláttak a hadihajóvá való átalakításának. Augusztus 7-én lobogóparádé keretében szolgálatba állították és ezzel egyidőben a Cormoran könnyűcirkálóról bevonták a lobogókat. Az első feladat „az egész hajó alapos megszabadítása volt az orosz rendetlenségtől, mocsoktól és bűztől.” A hajtóművei azonban jó állapotban voltak, így augusztus 10-re végeztek a felszerelésével és SMS Cormoran néven szolgálatba állíthatták. Fegyverzetként a szolgálatból kivont könnyűcirkáló nyolc darab 10,5 cm űrméretű, 35 kaliberhosszúságú gyorstüzelő ágyúját kapta meg, melyeket négyesével helyeztek el a két oldalán. Lőszerkészlete 1200 darabos volt. A Cormoran mellett két ágyúnaszádról, az Iltisről és a Vaterlandról valamint pár máshonnan érkező önkéntessel egészítették ki a legénységét. 17 tiszt, 8 fedélzeti tiszt és 218 főnyi legénység volt a fedélzetén, akikhez járult még 11 új-guineai bennszülött és 4 kínai, akik mindvégig kitartottak a hajó mellett. Szeptember 19-én csatlakozott hozzájuk a Planet mérőhajó (Vermessungsschiff) legénysége, velük kiegészülve összesen 23 tiszt és 330 főnyi legénység állt szolgálatba a fedélzetén.
Csingtaót augusztus 10-én hagyta el az S 90 romboló biztosításában, mely a blokád áttörésénél végzett számára felderítést.

### Háborús tevékenysége

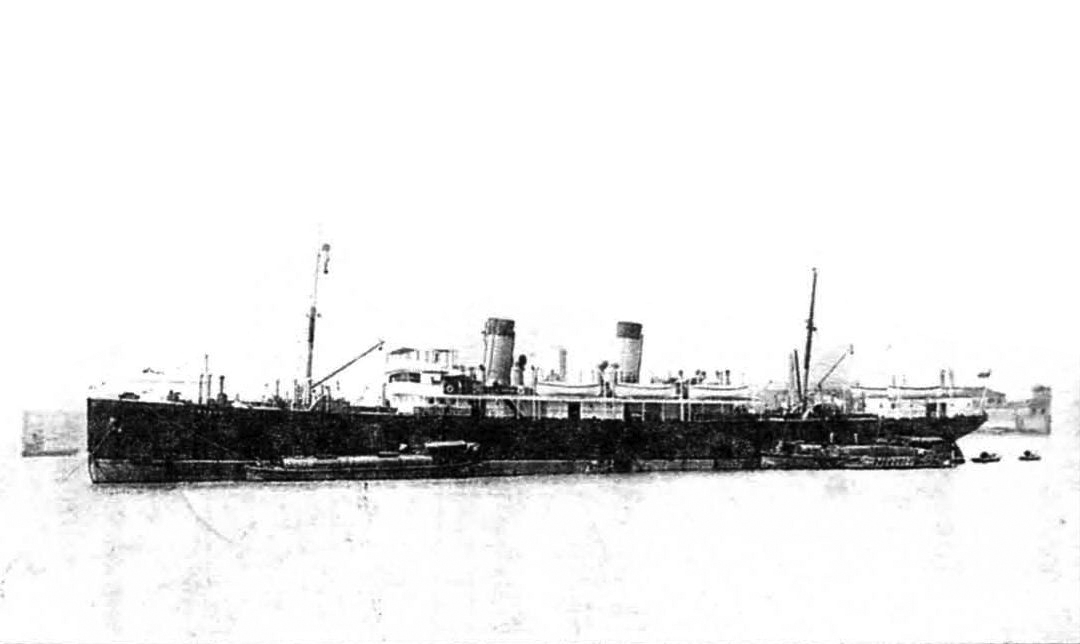
Testvérhajója, az Orjol
(1914–1920 között orosz segédcirkáló)

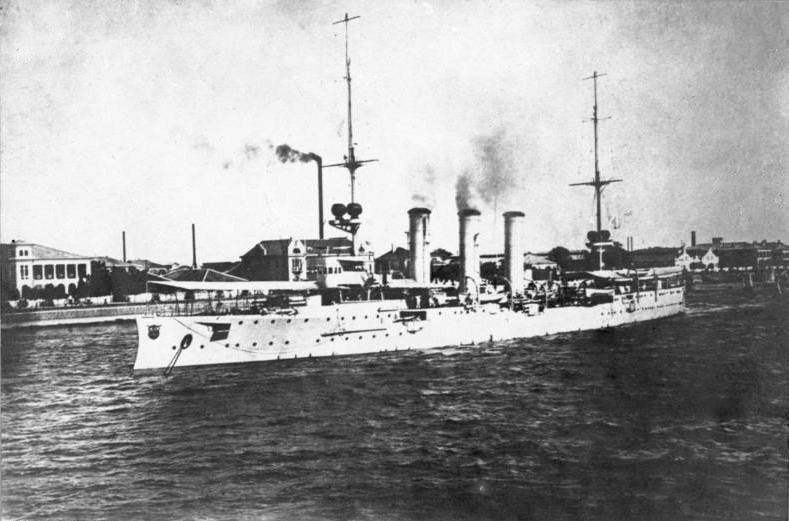
Az Emden könnyűcirkáló

A Cormoran észrevétlenül el tudta hagyni a japán és kínai vizeket és két szénszállítóval érkezett a Majuro-atollhoz, ahol a Kelet-ázsiai Hajórajjal valamint a szintén Csingtaóban segédcirkálóvá átalakított Prinz Eitel Friedrichhel kellett találkoznia. Augusztus 27-én a cirkálóraj parancsnoka, Maximilian von Spee altengernagy a két segédcirkálót az ausztrál vizekre küldte a Mark szénszállító támogatásával, hogy itt folytassanak kereskedelmi háborút. Előbb mindkét hajó a számára kijelöl területen tartózkodott, és főként Új-Guinea és a Bismarck-szigetek térségében cirkáltak, azonban a szénellátás egyre nagyobb problémát okozott nekik. A Német Új-Guinea kikötőiből nem lehetett megfelelően orvosolni az üzemanyaggondokat, ezért vagy német szénszállítókról, vagy elfogott ellenséges kereskedelmi hajókról kellett szenet vételezniük. 
Szeptember közepén a két hajóparancsnok megbeszélést folytatott. A hírek alapján az derült ki számukra, hogy az Indiai-óceánon az Emden fellépése miatt az antant Spee teljes hajórajának felbukkanására számít és emiatt az itt közlekedő hajóit konvojokba szervezi, ami viszont lehetetlenné teszi a segédcirkálók számára az eredményes portyázást. Továbbá amiatt, hogy a nekik küldött szénszállítmányokat az ellenség elfogta, vagy visszatartották a semlegesek, fel kellett adniuk a kijelölt tevékenységi körzetüket. A két segédcirkáló előbb Ceramhoz hajózott, majd itt szeptember 15-ikét követően elváltak útjaik. A Prinz Eitel Friedrich a dél-amerikai partokhoz indult, míg a Cormoran előbb Yapnál, majd szeptember 23-án Alexishafenben vetett horgonyt, hogy itt várjon be egy szénszállítót. A közeli Friedrich-Wilhelm-Hafennél csapatok partraszállását biztosító brit-francia kötelék (a Montcalm páncélos cirkálóval és az Australia csatacirkálóval) szeptember 24-én hajnalban pár kilométerre haladt el csupán a német segédcirkálót rejtő öböl előtt, de szigetet körbevevő ködben nem vették észre.
Feltételezve, hogy a német gyarmat megszállása után a hadihajók eltávoztak, Zuckschwert egy csapatot tervezett partra tenni Friedrich-Willhelms-Hafen megszállóktól való megtisztítására, az információt kapta, hogy az ellenséges hadihajók továbbra is itt maradnak, ezért fel kellett hagynia a tervvel. Ezután áthajózott Yapra, hogy a fedélzetére vegye a Planet mérőhajó legénységét. Ide szeptember 30-án érkezett meg. Október 5-én visszatért Friedrich-Willhelms-Hafenhez, hogy a Planet legénységéből összeállított csapattal kísérelje meg a 150 megszálló kiverését a kikötőből, de három hadihajó rádiójelét is észlelte a közelben és emiatt Zuckschwert ismét feladta a tervét.
Október 12. és december 12. között a Karolina-szigetekhez tartozó Lamutriknál horgonyzott. Miután nem érkezett ide szénszállítmány, a semleges Egyesült Államokhoz tartozó Guam szigetéhez hajózott át. Ide december 14-én érkezett meg, és Zuckschwert 1500 t szenet kért, hogy Német Kelet-Afrika partjait mint legközelebbi német támaszpontot elérhesse. Guam kormányzója, William John Maxwell megtagadta a Zuckschwert által igényelt szénmennyiség megadását: csak annyit volt hajlandó adni, amennyi a segédgépek üzemeltetéséhez elegendő volt. Emellett felszólította Zuckschwertet, hogy 24 órán belül hagyja el a szigetet, különben lefoglalják a hajóját. Más választása nem révén Zuckschwert internáltatta a hajóját. 127 napos cirkálásai során egyetlen hajót sem sikerült elfognia.
Ez a viselkedés fagyossá tette a kormányzó és hajó legénysége közötti viszonyt. Ez csaknem két évig tartott, mígnem Maxwellt beteglistára nem tették és egyik beosztottja, William P. Cronan át nem vette a helyét. Bár a kikötőt továbbra sem hagyhatták el, az új kormányzó barátsággal viseltetett a németek iránt, és vendégként tekintett rájuk.

### Elsüllyesztése
Az Egyesült Államok hadba lépésekor (1917. április 6.) követően az amerikai hatóságok a hajó átadását követelték, amit azonban Zuckschwert megtagadott. A németek ezután hozzáláttak a hajó elsüllyesztésének előkészítéséhez, amit látva az amerikaiak leadtak egy lövést az orra elé figyelmeztetésül. A háborúban ezt a lövést úgy tartják számon, mint az első lövés, amit az amerikai fegyveres erők leadtak. A németek a figyelmeztetéssel nem törődve folytatták az előkészületeket, végül a betegeket és az úszni nem tudókat egy mentőcsónakban helyezték el, a többieket Zuckschwert pedig felsorakoztatta a taton. A hajót ekkor az orrában elhelyezett robbanótöltetekkel elsüllyesztették és az négy perc alatt elmerült teljes lobogózattal. Utolsóként Zuckschwert vetette magát róla a vízbe. 
Az elsüllyedésekor heten veszítették életüket. Két ember szívinfarktust kapott, öten megfulladtak. Őket a sziget fő településének, Aganának a temetőjében helyezték örök nyugalomra teljes katonai tiszteletadással. A 346 túlélő hadifogságba került, kimentésükkor Cronan a következő szavakkal köszöntötte Zuckschwertet: „Kapitány, maga egy bátor ember.” Az amerikaiak ugyanis úgy gondolták, a németek csak a fenékszelepek megnyitásával tudnák elsüllyeszteni a hajót, amire felkészülve már megtervezték hogyan vontassák azt a sekélyebb vizekre mielőtt elsüllyedne és a víz kiszivattyúzása után szolgálatba állíthatták volna. A hajó robbantással való elsüllyesztésével nem számoltak.
A hadifoglyokat a Utah állambeli Fort Douglas-ben lévő hadifogolytáborba szállították át. Őket a Geier könnyűcirkáló korábban szintén internált, majd hadifogságba vetett legénységével együtt a georgiai Fort McPherson hadifogolytáborba szállították át 1918 áprilisában. Csak 1919. október 7-én, egy évvel a háború lezárulta után térhettek haza.

## A hajóroncs
Az amerikai haditengerészet később emelt ki a hajóról tárgyakat és felszínre hozták a hajóharangot is, ami jelenleg az amerikai haditengerészet Tengerészeti Akadémiájának Múzeumában van kiállítva a marylandi Annapolisban. A 34 méter mélyen a jobb oldalán nyugvó roncs a búvárok egyik kedvelt merülési célpontja, akik szintén hoztak fel tárgyakat róla. A Tokai Maru japán teherhajó a tatjánál helyezkedik el a hajócsavarjának dőlve. A kikötő így azon kevés merülési helyszínek egyike, ahol a búvárok egyszerre kereshetnek fel egy első és egy második világháborús hajóroncsot. 1975-ben a roncs nyugvóhelyét a National Register of Historic Places mint első világháború kötődése révén felvették a történelmi helyek listájára.

## Fordítás
- Ez a szócikk részben vagy egészben  a   SMS Cormoran (1909) című német Wikipédia-szócikk ezen változatának fordításán alapul.  Az eredeti cikk szerkesztőit annak laptörténete sorolja fel. Ez a jelzés csupán a megfogalmazás eredetét és a szerzői jogokat jelzi, nem szolgál a cikkben szereplő információk forrásmegjelöléseként.
- Ez a szócikk részben vagy egészben  a   SMS Cormoran (1909) című angol Wikipédia-szócikk ezen változatának fordításán alapul.  Az eredeti cikk szerkesztőit annak laptörténete sorolja fel. Ez a jelzés csupán a megfogalmazás eredetét és a szerzői jogokat jelzi, nem szolgál a cikkben szereplő információk forrásmegjelöléseként.

## Linkek
- Golf Dornseif, SMS Cormoran – Letzter Fluchtort Guam Naval Station (PDF; 819 kB)
- Russian Volunteer Fleet (Dobrolyot) theshipslist